# 상봉역
상봉역(Sangbong(Open cyber Univ. of Korea) Station, 上鳳驛)은 서울특별시 중랑구 망우로 297 (상봉동)에 있는 중앙선과 망우선의 철도역이며, 서울 지하철 7호선, 수도권 전철 경의중앙선, 수도권 전철 경춘선 등의 전철역이다. 수도권 전철 경춘선은 이 역을 지나서 청량리역, 광운대역, 춘천역까지 모두 지상 구간이다.

## 역사
- 1996년 10월 11일: 서울 지하철 7호선 장암역~건대입구역 개통과 함께 상봉역으로 영업 개시
- 2010년 12월 21일: 중앙선과 망우선이 신설과 함께 환승역이 됨[3]
- 2012년 2월 28일: ITX-청춘 운행과 함께 경춘선 급행열차 폐지
- 2013년 11월 4일: 광운대역행 경춘선 열차 운행 개시 (1일 2회)
- 2015년 2월: 승강장인 경의중앙선과 경춘선 난간형 스크린도어 설치
- 2016년 9월 26일: 경춘선 일부 열차가 청량리역으로 연장
- 2017년 12월 22일: 강릉선 KTX 정차 개시와 함께 KTX 전용 승강장은 망우역과 연결
- 2023년 12월 29일: 중앙선과 강릉선 복합열차 운행 개시[4]

## 역 위치 논란
서울특별시는 1990년 11월 5일에 서울 지하철 7호선 상봉역이 망우우체국(현재의 중랑우체국) 옆에 설치될 예정이라고 밝혔다. 그러나 강원도(현재의 강원특별자치도) 측에서 상봉시외버스터미널 이용객이 상대적으로 많았던 강원도민들의 편의를 위하여 7호선 상봉역의 위치를 상봉시외버스터미널 인근으로 변경할 것을 요구했고, 서울특별시에서도 1990년 12월에 해당 계획을 승인했다. 그러나 서울특별시가 강원도를 지역구로 하던 국회의원들의 요구에 굴복했다는 점, 상봉시외버스터미널 주변 토지를 소유하고 있던 사기업들에 대한 특혜라는 점 때문에 상봉동 주민들의 반대 여론에 부딪혔고, 서울특별시는 1991년 3월 29일에 열린 도시계획위원회를 통해 7호선 상봉역을 원래 계획대로 망우우체국 옆에 설치하기로 결정했다. 서울특별시는 상봉시외버스터미널이 공용 터미널이 아닌 사기업 소유라는 점, 상봉시외버스터미널 쪽 노선의 굴곡이 심하고 원래 계획보다 공사비가 증가한다는 점, 상봉시외버스터미널 쪽 노선이 주택가 밀집 지역을 통과하여 시공상에 어려움이 생긴다는 점, 상봉시외버스터미널 부근에 유흥 업소가 밀집해 있다는 점을 들어 이같이 결정했다고 밝혔다.

## 역 구조
서울 지하철 7호선은 2면 2선의 상대식 승강장이며, 수도권 전철 경의·중앙선(경춘선)은 3면 5선이며, 모든 승강장에 스크린도어가 설치되어 있다. 서울 지하철 7호선의 경우 열차와 승강장 사이의 틈새가 넓기 때문에 승·하차시 발이 빠지지 않도록 주의하여야 한다.
배선도
망우역과 상봉역의 배선도는 다음과 같다.

7호선 승강장
| 중화↑ |
| \| 상 |
| ↓면목 |

| 상행 | ● 서울 지하철 7호선 | 태릉입구 · 노원 · 수락산 · 도봉산 · 장암 방면 |
| 하행 | ● 서울 지하철 7호선 | 건대입구 · 강남구청 · 논현 · 온수 · 석남 방면 |

경의·중앙선·경춘선 승강장
| ↑중랑(경의·중앙선, 경춘선) /↑광운대(경춘선) |
| １ \| ２３ \| ４５ \|                       |
| 망우(경의·중앙선, 경춘선)↓                  |

| 1   | ● 수도권 전철 경의·중앙선      | 회기 · 이촌 · 용산 · 문산 방면         |
| 2~3 | ● 수도권 전철 경의·중앙선      | 구리 · 도농 · 덕소 · 용문 · 지평 방면  |
| 4   | ● 수도권 전철 경춘선, ITX-청춘 | 광운대 · 청량리 · 용산 방면 · 당역종착 |
| 5   | ● 수도권 전철 경춘선, ITX-청춘 | 퇴계원 · 평내호평 · 가평 · 춘천 방면   |

KTX 승강장
중앙선 상봉역 2~3번 승강장, 망우역 2~3번 승강장과 직접 연결되어 있다.
| ↑ 청량리 |
| １２ \|  |
| 덕소 ↓   |

| 1 | 강릉선 KTX | 서울 · 청량리 방면                                  |
| 2 | 강릉선 KTX | 만종 · 횡성 · 평창 · 강릉 · 동해 · 제천 · 부전 방면 |

## 역 주변
- 상봉1동 행정복지센터
- 상봉2동 행정복지센터
- 중화한신아파트
- 상봉동 로터리
- 서울상봉초등학교
- 상봉1동 치안센터
- 상봉2동 치안센터
- 서울면목초등학교

## 이용객 변동
경의·중앙선의 2010년 자료는 개통일인 2010년 12월 21일부터 12월 31일까지인 11일치만이 반영된 것이며, ITX-청춘의 2012년 자료는 운행 개시일인 2012년 2월 28일부터 12월 31일까지인 308일치만이 반영된 것이다.
| 노선        | 노선   | 일평균 인원수 (명/일) | 일평균 인원수 (명/일) | 일평균 인원수 (명/일) | 일평균 인원수 (명/일) | 일평균 인원수 (명/일) | 일평균 인원수 (명/일) | 일평균 인원수 (명/일) | 일평균 인원수 (명/일) | 일평균 인원수 (명/일) | 일평균 인원수 (명/일) | 각주                  | 각주                  | 각주                  | 각주   |
| 노선        | 노선   | 2000년                | 2001년                | 2002년                | 2003년                | 2004년                | 2005년                | 2006년                | 2007년                | 2008년                | 2009년                | 각주                  | 각주                  | 각주                  | 각주   |
| ----------- | ------ | --------------------- | --------------------- | --------------------- | --------------------- | --------------------- | --------------------- | --------------------- | --------------------- | --------------------- | --------------------- | --------------------- | --------------------- | --------------------- | ------ |
| 7호선       | 승차   | 18,222                | 25,538                | 27,180                | 27,101                | 26,407                | 25,067                | 20,563                | 19,296                | 18,482                | 18,100                | [ 10 ]                | [ 10 ]                | [ 10 ]                | [ 10 ] |
| 7호선       | 하차   | 15,741                | 21,635                | 22,795                | 22,725                | 22,492                | 22,075                | 17,995                | 16,728                | 16,004                | 15,529                | [ 10 ]                | [ 10 ]                | [ 10 ]                | [ 10 ] |
| 7호선       | 승하차 | 33,963                | 47,172                | 49,975                | 49,826                | 48,898                | 47,142                | 38,558                | 36,024                | 34,486                | 33,629                | [ 10 ]                | [ 10 ]                | [ 10 ]                | [ 10 ] |
| 노선        | 노선   | 일평균 인원수 (명/일) | 일평균 인원수 (명/일) | 일평균 인원수 (명/일) | 일평균 인원수 (명/일) | 일평균 인원수 (명/일) | 일평균 인원수 (명/일) | 일평균 인원수 (명/일) | 일평균 인원수 (명/일) | 일평균 인원수 (명/일) | 일평균 인원수 (명/일) | 일평균 인원수 (명/일) | 일평균 인원수 (명/일) | 일평균 인원수 (명/일) | 각주   |
| 노선        | 노선   | 2010년                | 2011년                | 2012년                | 2013년                | 2014년                | 2015년                | 2016년                | 2017년                | 2018년                | 2019년                | 2020년                | 2021년                | 2022년                | 각주   |
| 7호선       | 승차   | 18,177                | 18,399                | 18,271                | 17,952                | 18,166                | 17,939                | 17,649                | 17,283                |                       |                       |                       |                       |                       | [ 10 ] |
| 7호선       | 하차   | 16,086                | 16,015                | 16,506                | 16,345                | 16,789                | 16,797                | 16,718                | 16,598                |                       |                       |                       |                       |                       | [ 10 ] |
| 7호선       | 승하차 | 34,264                | 34,414                | 34,777                | 34,297                | 34,955                | 34,736                | 34,367                | 33,881                |                       |                       |                       |                       |                       | [ 10 ] |
| 경의·중앙선 | 승차   | 9,387                 | 6,557                 | 6,715                 | 7,284                 | 7,490                 | 7,627                 | 7,636                 | 7,529                 | 7,617                 | 7,696                 | 6,147                 | 6,331                 | 6,713                 | [ 11 ] |
| 경의·중앙선 | 하차   | 8,714                 | 6,092                 | 6,460                 | 7,389                 | 7,583                 | 7,878                 | 7,909                 | 7,915                 | 8,142                 | 8,217                 | 6,617                 | 6,858                 | 7,156                 | [ 11 ] |
| ITX-청춘    | 승차   | 미개통                | 미개통                | 34                    | 38                    | 47                    | 44                    | 43                    | 45                    | 53                    | 52                    | 45                    | 46                    | 50                    | [ 11 ] |
| ITX-청춘    | 하차   | 미개통                | 미개통                | 52                    | 45                    | 54                    | 59                    | 63                    | 59                    | 67                    | 66                    | 61                    | 55                    | 62                    | [ 11 ] |

## 사진

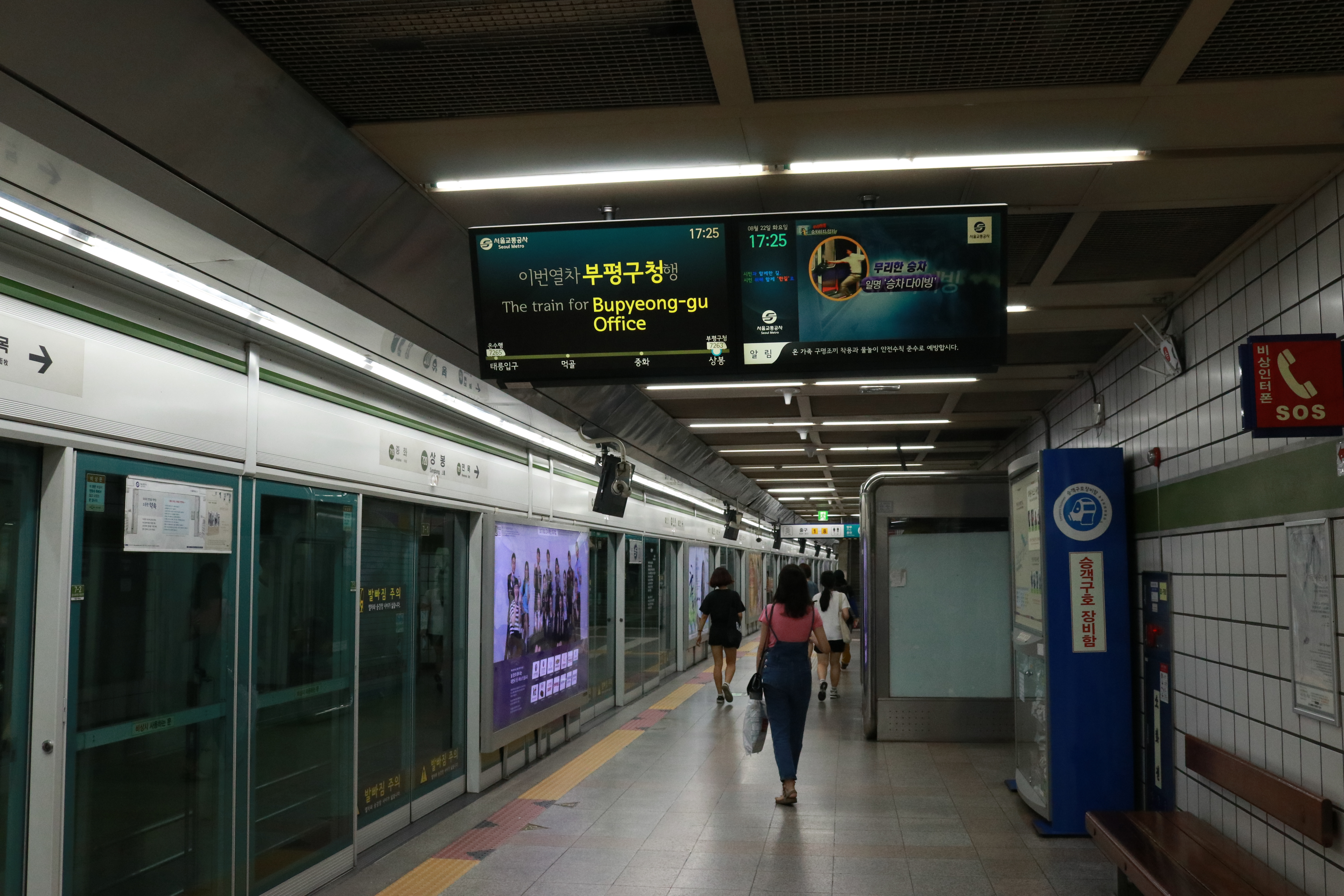
7호선 승강장
경춘선 역명판(청량리역 연장 전)
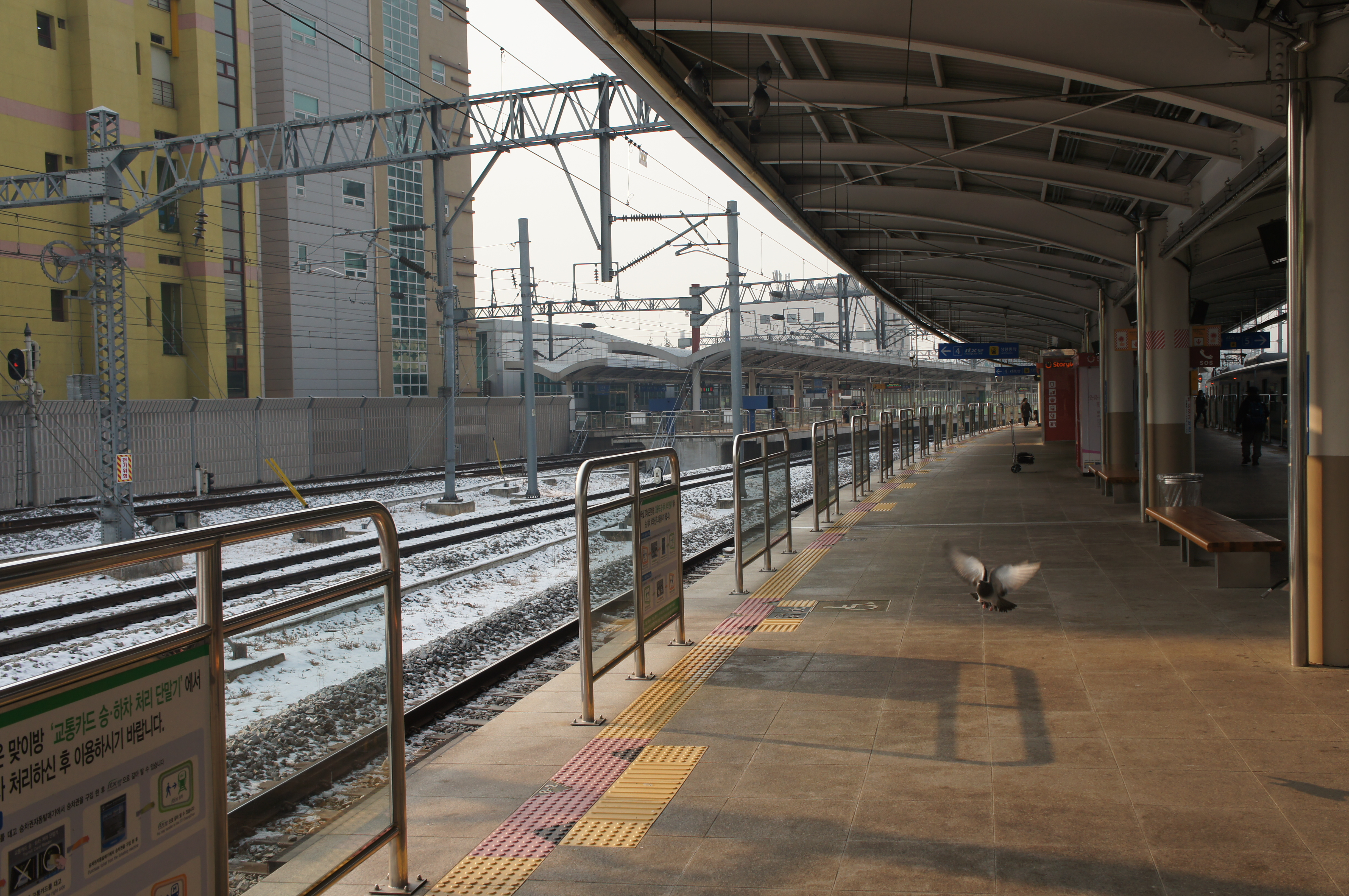
경춘선 승강장 (스크린도어 설치 전)
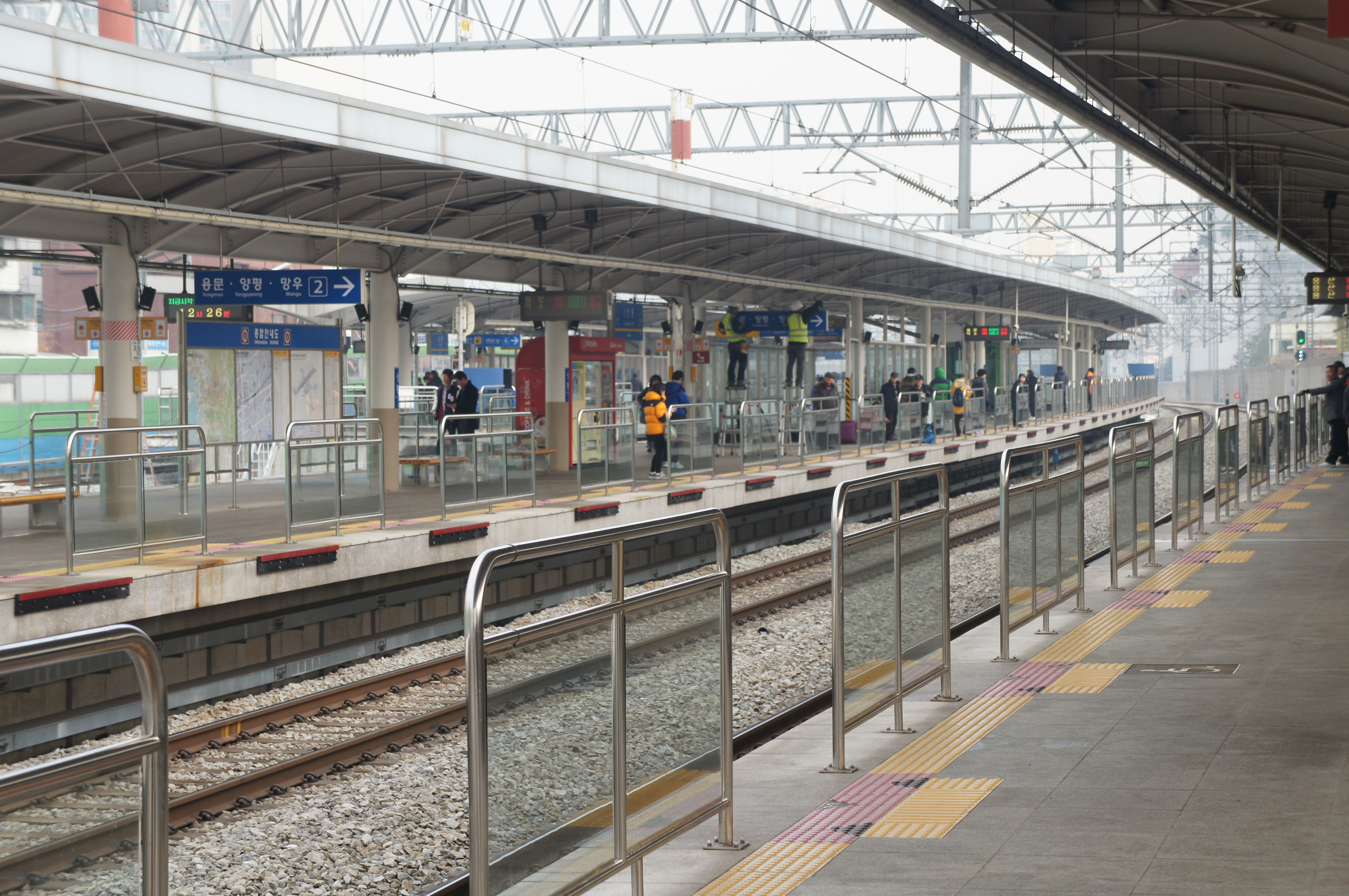
경의·중앙선 승강장 (스크린도어 설치 전)
1번 출입구 폴사인
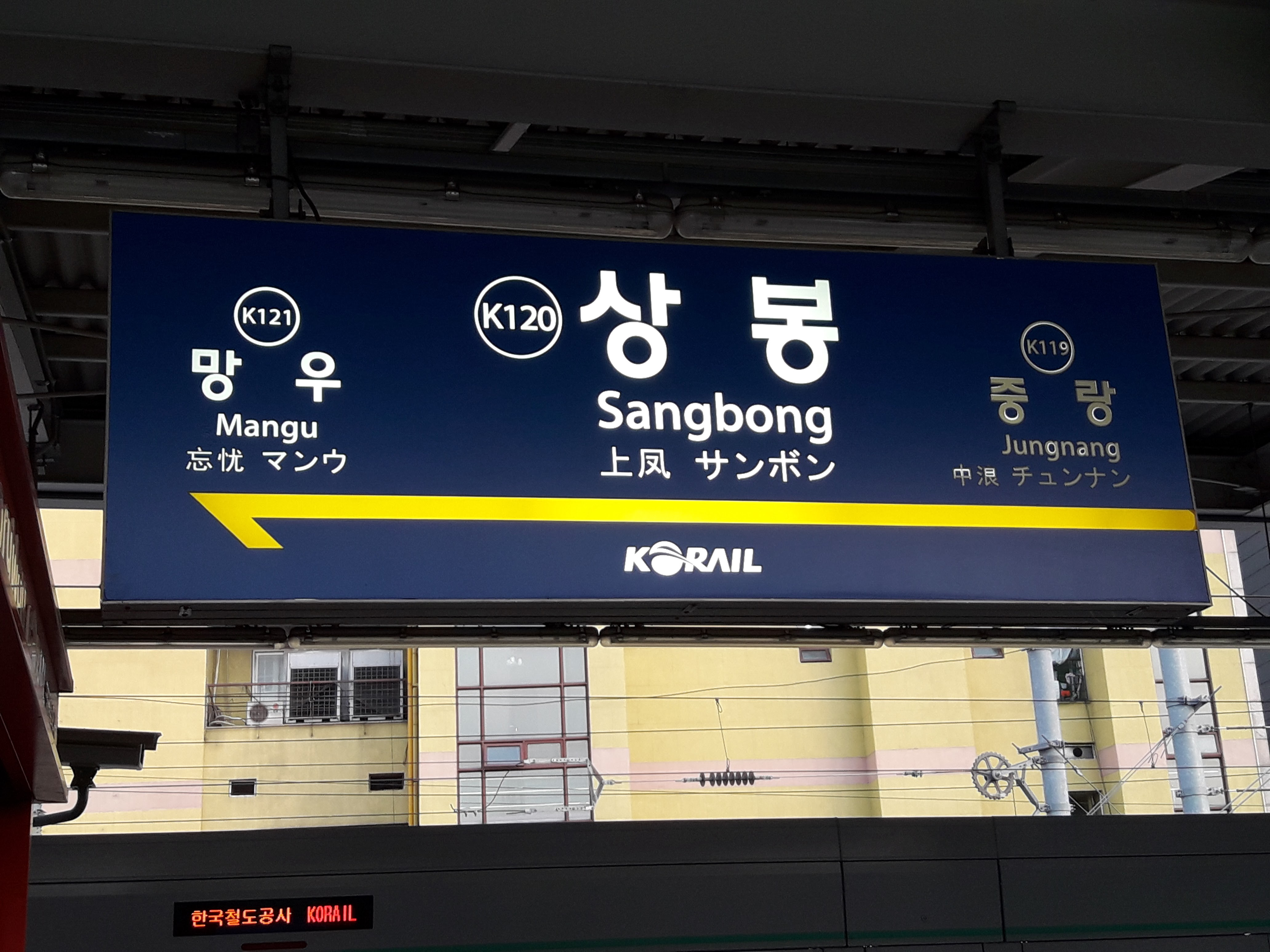
경춘선 역명판(춘천 방면)
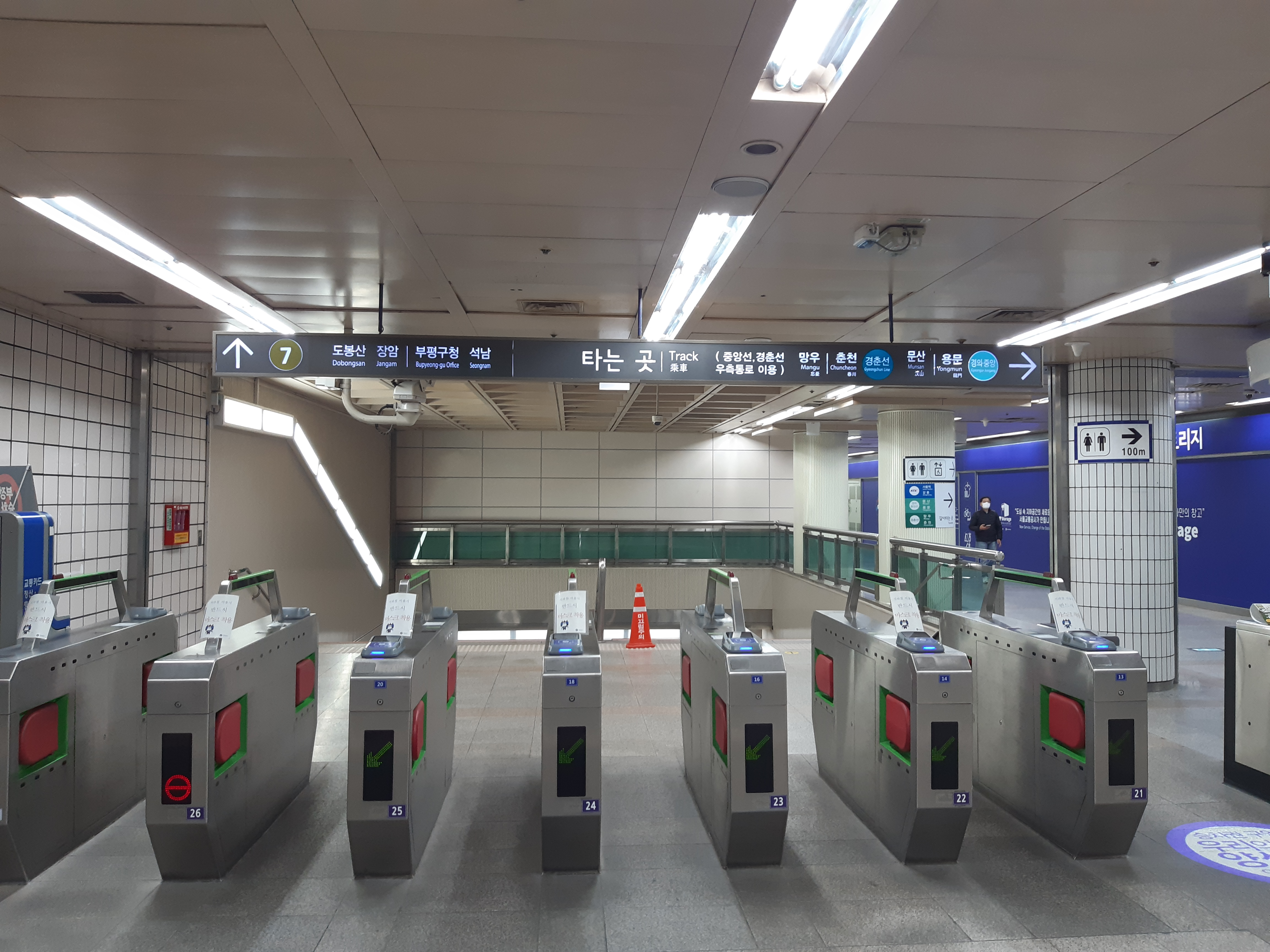
7호선 개찰구

## 인접한 역
| KTX                                 | KTX                                                  | KTX                           |
| ----------------------------------- | ---------------------------------------------------- | ----------------------------- |
| 청량리 행신 방면                    | KTX 강릉선                                           | 덕소 강릉 방면                |
| 청량리 서울 방면                    | KTX 영동선                                           | 덕소 동해 방면                |
| 청량리 서울 방면                    | KTX 중앙선                                           | 양평 안동 방면                |
| ITX-청춘                            |                                                      |                               |
| 청량리 용산 방면                    | ITX-청춘 경춘선                                      | 퇴계원 춘천 방면              |
| 광역전철 (중앙선 · 경춘선 · 망우선) |                                                      |                               |
| K119 중랑 문산 방면 문산 방면       | ● 수도권 전철 경의·중앙선 본선 완행 경의선 본선 급행 | K121 망우 지평 방면 용문 방면 |
| K118 회기 문산 방면                 | ● 수도권 전철 경의·중앙선 중앙선 급행                | K123 구리 용문 방면           |
| K119 중랑 청량리 방면               | ● 수도권 전철 경춘선 본선 완행                       | K121 망우 춘천 방면           |
| 119 광운대 방면                     | ● 수도권 전철 경춘선 지선 완행                       | K121 망우 춘천 방면           |
| K118 회기 청량리 방면               | ● 수도권 전철 경춘선 급행                            | K123 갈매 춘천 방면           |
| 광역전철 (서울 지하철 7호선)        |                                                      |                               |
| 719 중화 장암 방면                  | ● 서울 지하철 7호선                                  | 721 면목 석남 방면            |